# سنگرخ
سنگرخ یا لیتوپس یا شکافک سرده گیاهان آب‌داری در خانواده علف‌فرشیان است. اعضای این گروه، بومی آفریقای جنوبی هستند.
اسم سنگرخ (لیتوپس) از کلمه یونانی λίθος (لیتوس) به معنی «سنگ» و ὄψ (اُپس) یعنی «صورت» تشکیل شده و اشاره به ظاهر سنگ‌مانند این گیاهان است.
شکل سنگ‌مانند این گیاهان، آنها را در میان ریگ و سنگ‌ها پنهان و از دید حیوانات گیاه‌خوار، دور نگه می‌دارد.

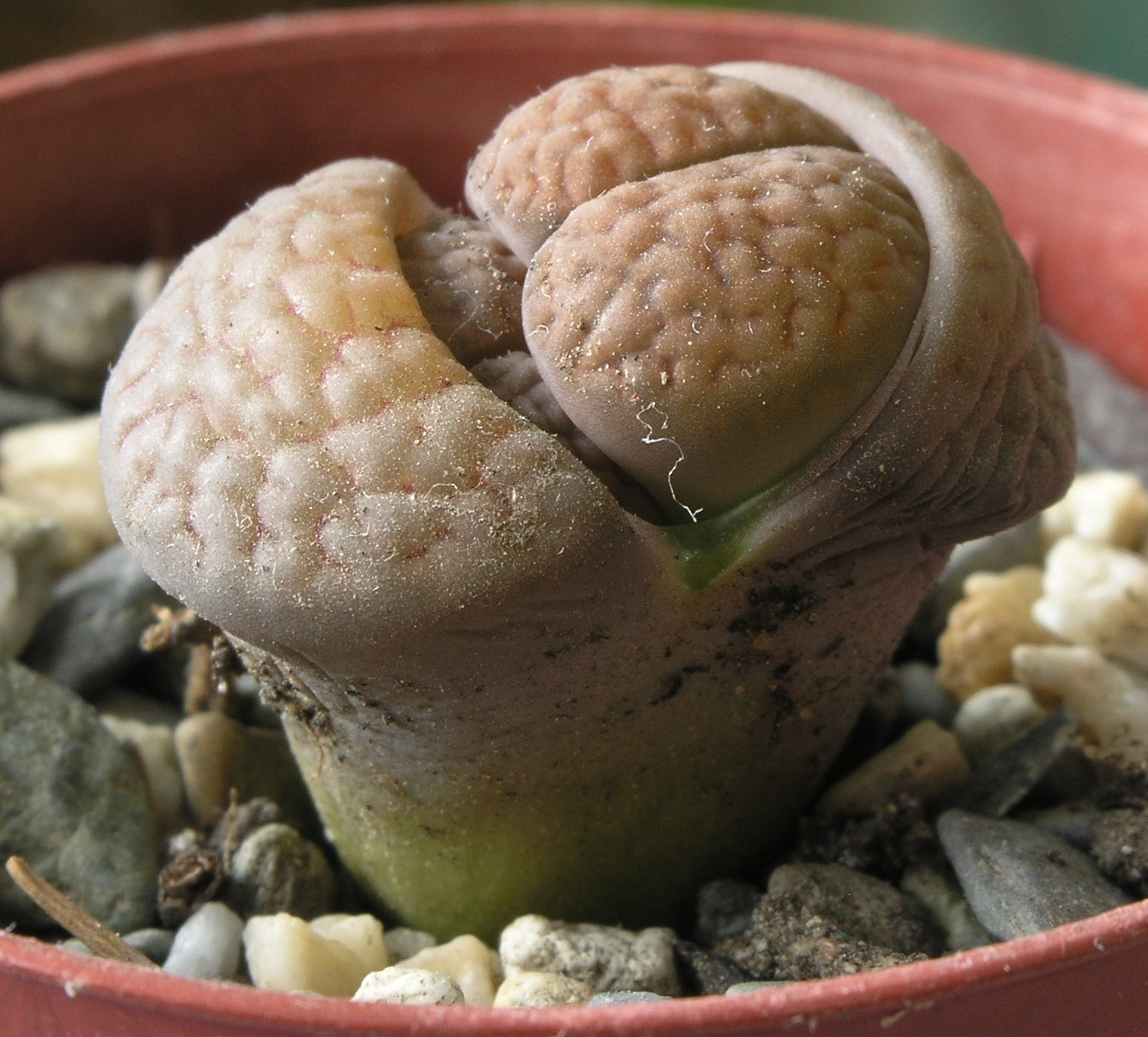
سنگرخ هوکری

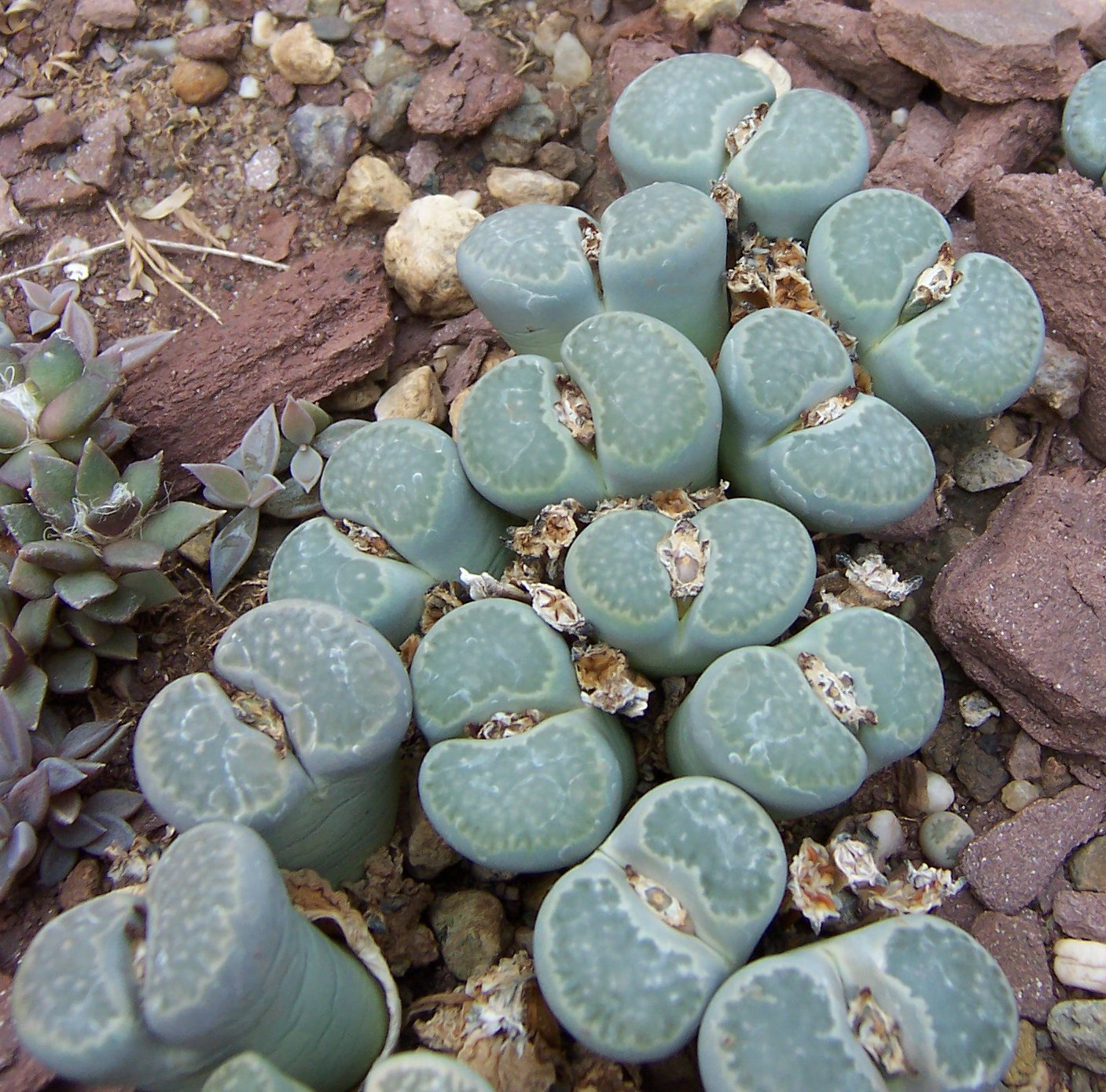
سنگرخ سالیکولا

شرایط نگهداری از این گیاه به شرح زیر است:
خاک: ترکیبی از شن درشت رودخانه، خاک باغچه غیر آهکی و خاک آجر.
بهتر است خاک خشک و قلیایی باشد .(این گیاه در خاک مرطوب از بین می‌رود)
نور: آفتابی.
سنگرخ باید در معرض آفتاب قرار داشته باشد و حداقل ۴ یا ۵ ساعت، نور مستقیم خورشید به آن بتابد.
دما: دمای ۲۱ درجه مناسب است.
در زمستان دمای بین ۱۰ تا ۱۳ درجه، مناسب است.
آبیاری: بسیار کم و در زمستان صورت نگیرد.
کوددهی: نیازی نیست.

## ازدیاد
این گیاه پس از رشد تمام گلدان را پر می‌کند و به نظر گیاهی شلوغ و انبوه می‌آید.
در اوخر بهار یا اوایل تابستان، مجموعه گیاه را از گلدان بیرون آورید و به آرامی گیاهان کوچک را جدا کرده دقت کنید هنگام جدا کردن آنها ریشه‌ها صدمه نبینند و به بافت گوشتی گیاه آسیبی وارد نشود.
سپس هر گیاه را در گلدانی با قطر دهانه ۶ سانتی‌متر ویا چند گیاهچه را با هم در گلدان با قطر دهانه ۹ سانتی‌متر حاوی کمپوست مخصوص گیاهان کوشتی و کاکتوس بکارید و مقدار کمی ماسه یا سنگریزه را روی سطح گلدان جهت زیبایی ظاهری بریزد.
در آبیاری بسیار دقت کنید و کمی خاک را مرطوب کنید تا گیاهان به تنهایی ریشه داده و رشد کنند.
گیاهان رادردمای حدود ۲۰–۱۸ درجه سانتیگراد در شرایط نور مناسب و کافی نگاه دارید و اجازه دهید تا چند ساعتی از روز را درتابش نور خورشید قرار بگیرند و گرنه بافت گیاه سنگی را از طریق کاشت بذر از اواسط تا اواخر بهار در دمای ۲۱–۲۰ درجه سانتگراد نیز می‌توانید تکثیر کنید.
زمانی که نهالهای بذری به اندازه کافی بزرگ شدند آنها را بیرن آورید و در گلدان کوچک یا ظرف مسطح مناسب حاوی کمپوست مخصوص گیاهان گوشتی و کاکتوس بکارید، البته با این روش سالها طول خواهد کشید تا گیاهی بالغ و کامل بدست آورید

## آفات
سنگرخها بسیاری از مشکلات آفت را ندارد، اما آنها ممکن است پشه، رطوبت و چند بیماری‌های قارچی بگیرند، که در صورت گرفتن بیماری قارچی مرگ گیاه قطعی هست و درمان ندارد؛ و فقط در زمان تشخیص بیماری قارچی که در ابتدا از تغییر رنگ گیاه مشخص می‌شود درمان امکان‌پذیر هست و چون اکثراً از طریق ریشه و خاک آلوده می‌شوند بهترین سم کاربندازیم برای پیشگیری در اول بهار و آخر تابستان یا لاماردور (تبوکونازول +پروتیوکونازول) ساخت بایر المان مخصوص سنگرخ‌ها جهت درمان بسیار مؤثر هست.

## کتاب
- Cole, Desmond T (1988). Lithops—Flowering Stones. Acorn Books. ISBN 0-620-09678-0.
- Cole, Desmond (2005). Lithops—Flowering Stones. Cactus & Co. ISBN 88-900511-7-5. {{cite book}}: Unknown parameter |coauthors= ignored (|author= suggested) (help)
- Hammer, Steven (1999). Lithops: Treasures of the Veld. BCCS. ISBN 0-902099-64-7.
- Schwantes, Gustav (1957). Flowering Stones and Mid-day Flowers. London: Ernst Benn.